# Turismo cinematográfico

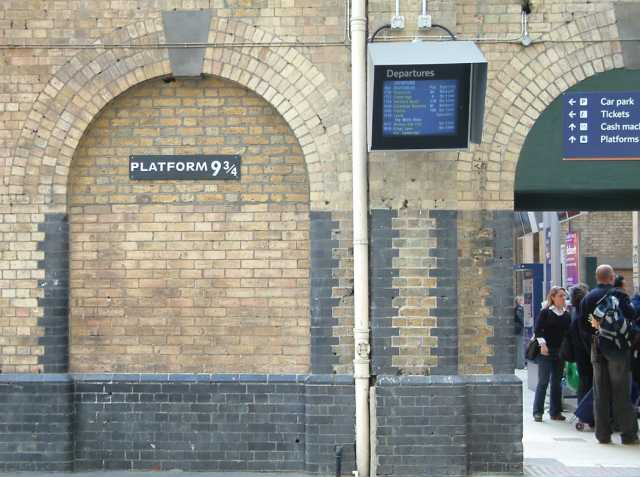
El «andén 9¾» de la estación de Kings Cross en Londres (Reino Unido). Lugar que según la trama de las películas de Harry Potter funciona como un portal entre el mundo mágico y el muggle.

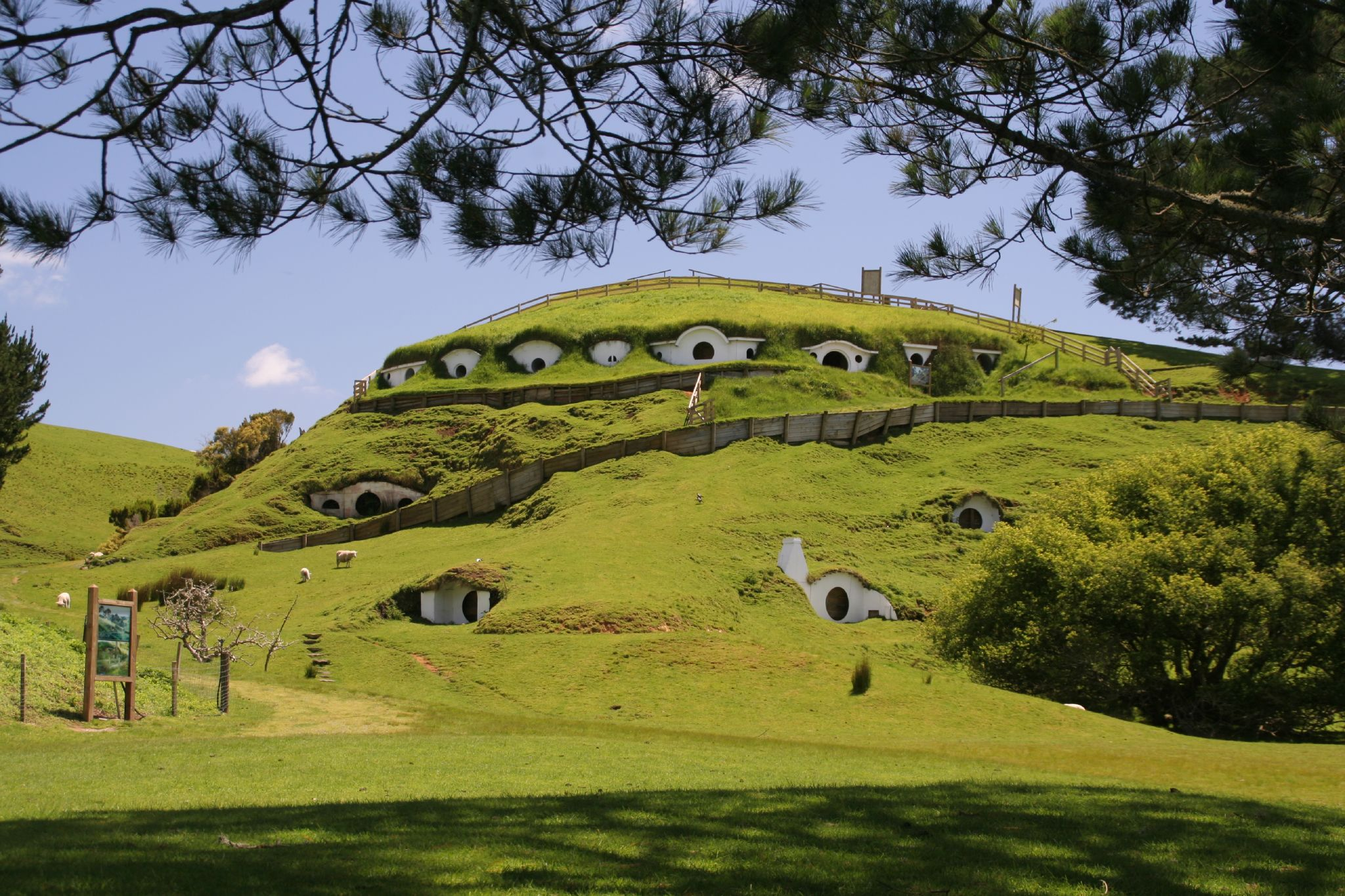
La colina del pueblo de Hobbiton, de la adaptación cinematográfica de El Señor de los Anillos, ubicada en la región de Waikato (Nueva Zelanda).

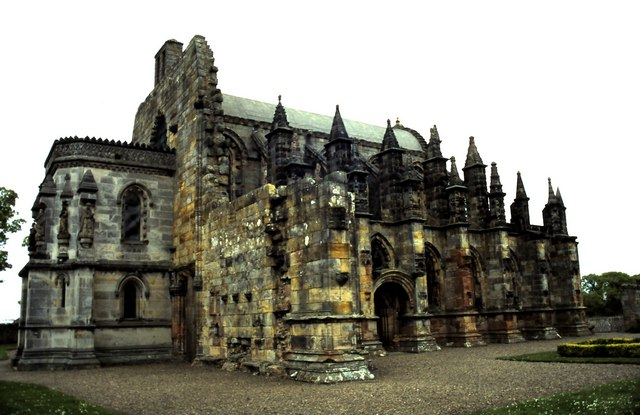
La capilla de Rosslyn en Escocia. Apareció en El código Da Vinci como clave de la búsqueda del Santo Grial.

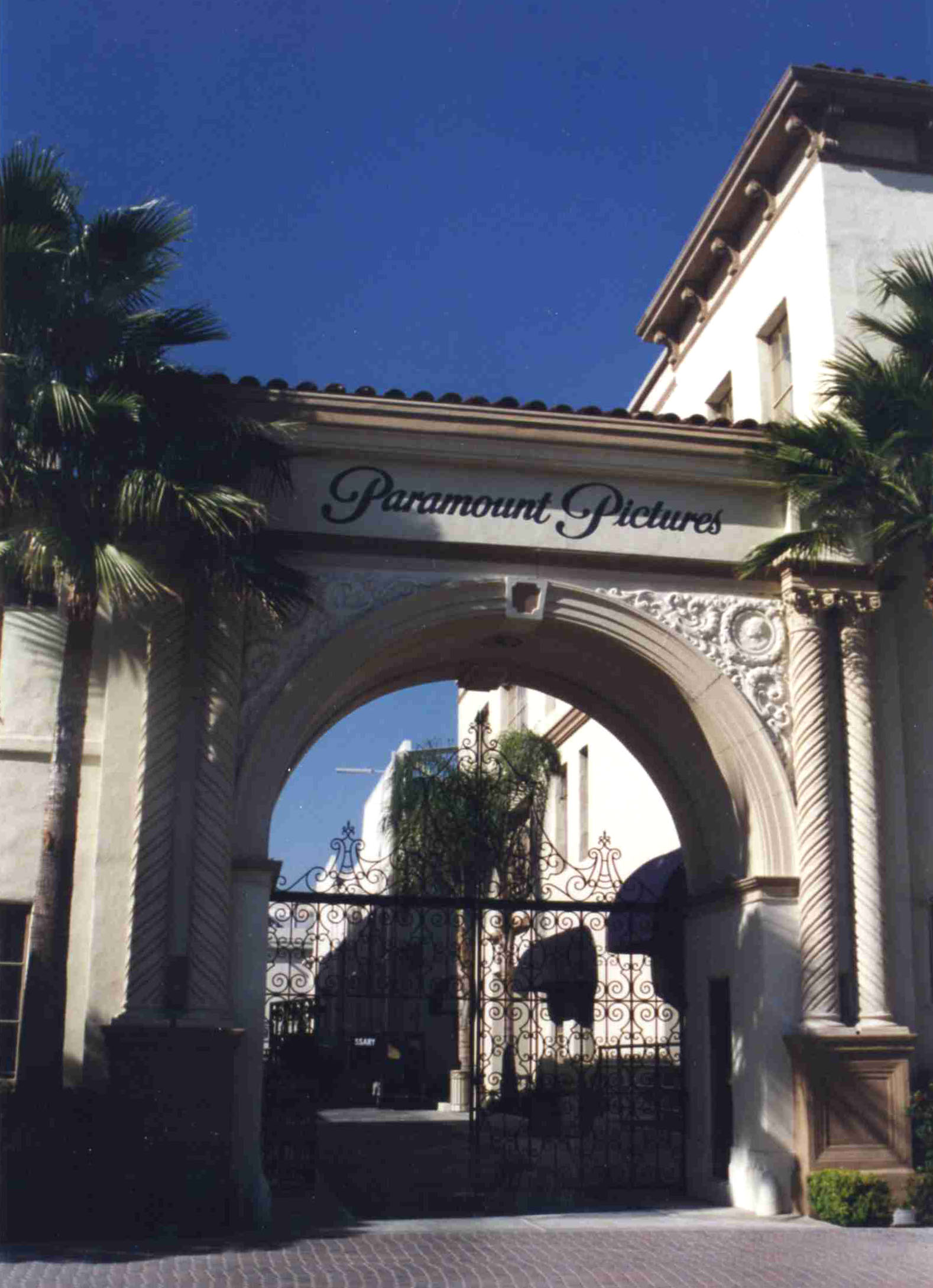
Estudios Paramount Pictures en Hollywood (Los Ángeles, California).

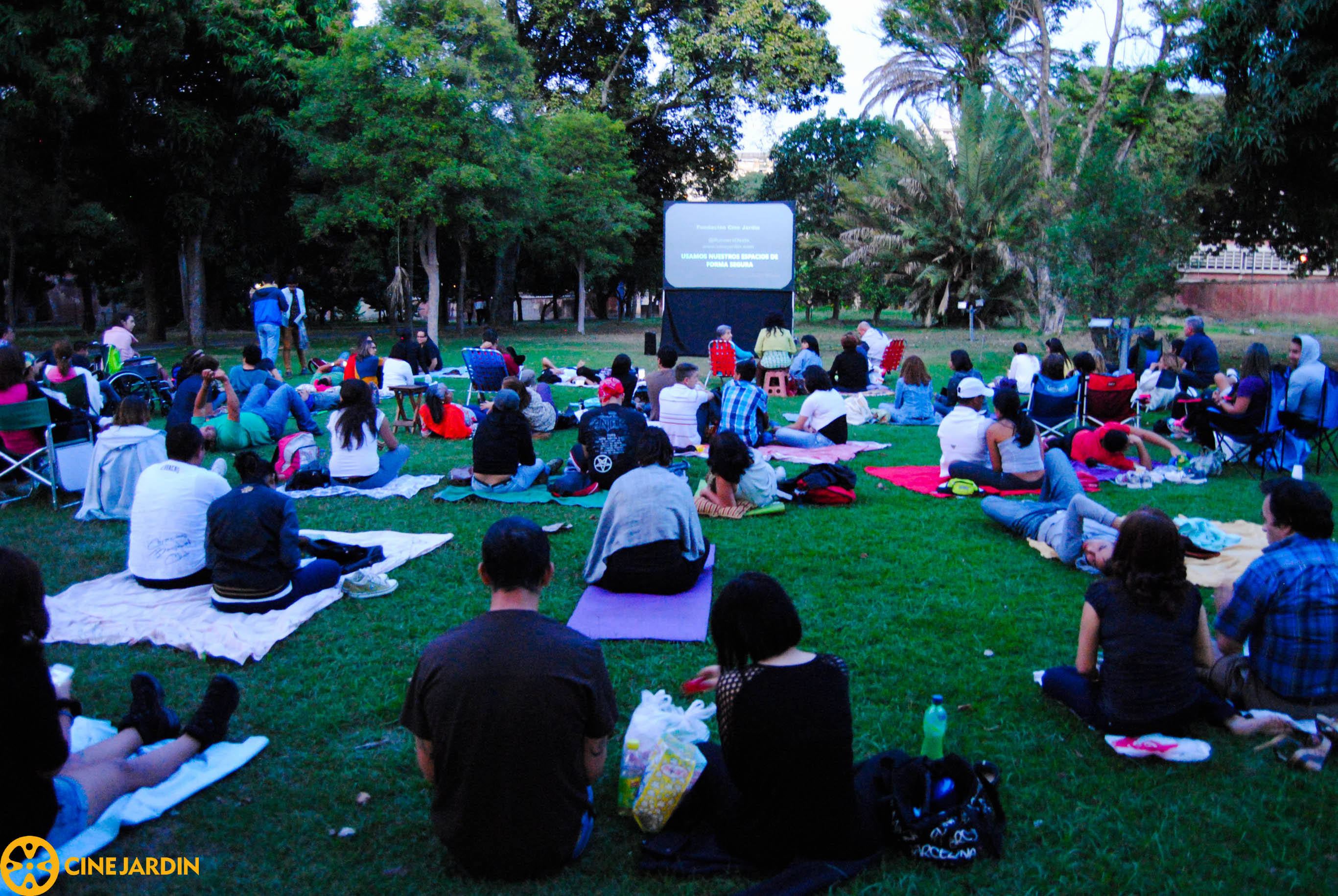
Proyección de película al aire libre en Hacienda La Vega - Cine Jardín. Hacienda La Vega es Monumento Nacional y el público asiste para conocer el sitio y ver una película. También ha sido la locación de múltiples filmaciones como la película Libertador, al Oeste de Caracas - El Paraíso, Montalbán: Av. O'higgins. Venezuela

El turismo cinematográfico es la actividad de ocio vinculada directamente a ubicaciones geográficas relacionadas con el cine que se incluye en la tipología de turismo activo. 

## Clasificación
La clasificación de destinos turísticos objeto de esta actividad son: 
1. Sitios donde se desarrolla la trama de cierta película.
2. Lugares de rodaje de producciones cinematográficas.
3. Ciudades en donde se ubican grandes estudios cinematográficos.
4. Poblaciones ligadas a la vida de actores, productores, guionistas o directores.
5. Museos, plazas y otros lugares relacionados con el cine.
6. Sitios donde se realizan proyecciones de películas al aire libre: jardines, parques, plazas, playas y monumentos.

## Historia
Este recurso ha cobrado auge en los medios de comunicación tras el incremento en Nueva Zelanda del turismo en un 30% por el rodaje de la Trilogía cinematográfica de El Señor de los Anillos. La promoción del Turismo relacionado con el cine engloba tanto los viajes motivados por una película, como la promoción de los destinos a través del cine.
Algunas cifras estadísticas del impacto del cine en el turismo son:
- Por ciudades o países: París 60%, Reino Unido 10-30%
- Por películas de mayor impacto como: Harry Potter, El Señor de los Anillos o El código Da Vinci.

## Gestión del destino turístico cinematográfico
La gestión del destino se centra en facilitar recursos o servicios como: guías de viaje, mapas, folletos, rutas, publicaciones, visitas guiadas, instalación de mobiliario, e incluso construcción de decorados o parques temáticos. Estudios recientes han obtenido valores de retorno de la inversión (ROI), destinadas a la promoción de destinos cinematográficos, por un valor de 24,5 millones de euros.
La ventaja comparativa de los destinos turísticos cinematográficos se transforman en una ventaja competitiva cuando son capaces de atraer turistas mediante la creación e integración de productos con valor añadido que permitan sostener los recursos locales y conservar su posición de mercado respecto a sus competidores.

## Los estudios cinematográficos y el turismo
Los estudios de cine que han sabido aprovechar la sinergia turismo-cine se podrían clasificar en dos grandes grupos, en función de la estrategia desarrollada:
• Construcción de parques temáticos tales como: Disney World, Warner Bros, Universal Studios, Paramount Pictures, etc. En ellos es donde se recrean las películas producidas mediante diversas técnicas: recorridos, “movie rides”, atracciones móviles, simuladores, espectáculos en directo o personas disfrazadas de los personajes que caminan por el parque). 
• Explotación de escenografías. Esta estrategia ha sido empleada por estudios de cine que han tenido pocas películas, pero de gran repercusión. Reutilizan los escenarios para promocionar un destino turístico. Algunos ejemplos los constituyen: Baja Film Studios en la localidad de Rosarito (México), Anchor Bay Entertainment (Malta) y Studio Babelsberg (Alemania).
La distribución espacial de los estudios cinematográficos alrededor del mundo viene determinada por diversos factores: lugares con tradición fílmica, reducción de costos e impuestos, proximidad a escuelas de interpretación, facilidad de rodajes en exteriores y otros aspectos incluso de tipo político.